# シナモン・グランド・ホテル
シナモン・グランド・ホテル（英語: Cinnamon Grand Hotel）は、スリランカのコロンボにある高級5つ星ホテル。かつてはホテル・ランカ・オベロイ (Hotel Lanka Oberoi) という名称であった。キングスベリー・ホテルおよびシャングリラ・ホテルと並んで、コロンボで最も観光客に人気のある3大ホテルの一つである。コロンボのコッルピティヤ地区ゴール・ロード77に位置する。

## テロ攻撃
1984年1月28日、当時はホテル・ランカ・オベロイという名称であったこのホテルで爆弾事件が発生し、従業員1名が殺害された。
2019年4月、コロンボをはじめとするスリランカ国内各地で発生したスリランカ連続爆破テロ事件において、シナモン・グランド・ホテルはキングスベリー・ホテルおよびシャングリラ・ホテルとともに攻撃の対象となった。スリランカ出身のタミル人女優ラーディカ・サラトクマールは映画撮影直後にシナモン・グランド・ホテルに滞在しており、間一髪で難を逃れた。